# 锦衣之下
《锦衣之下》（英語：Under the Power），2019年中國大陸古装剧，故事背景为明朝，蓝色狮的同名小说改编。由任嘉伦、谭松韵、韩栋、叶青、路宏、姚奕辰领衔主演，于2019年12月28日在爱奇艺和芒果TV首播。LINE TV、LiTV 線上影視等網路平台播出 

## 播出时间
| 新加坡 新传媒8频道 星期一至五 23:00 - 00:00 | 新加坡 新传媒8频道 星期一至五 23:00 - 00:00 | 新加坡 新传媒8频道 星期一至五 23:00 - 00:00 |
| ------------------------------------------- | ------------------------------------------- | ------------------------------------------- |
|                                             | 锦衣之下 PG （2020年6月2日－2020年8月18日） |                                             |
| 最佳利益 （2020年5月5日－2020年6月1日）     | 月村欢迎你 （2020年8月19日－2020年9月29日） |                                             |

| 臺灣 中天娛樂台 星期一至五 21:00 - 22:00 | 臺灣 中天娛樂台 星期一至五 21:00 - 22:00    | 臺灣 中天娛樂台 星期一至五 21:00 - 22:00 |
| ---------------------------------------- | ------------------------------------------- | ---------------------------------------- |
|                                          | 大明錦衣衛 （2020年8月18日－2020年11月2日） |                                          |
| 慶餘年 （2020年6月16日－2020年8月17日）  | 大宋少年志 （2020年11月3日－2020年12月8日） |                                          |

| 中国大陆 廣東衛視 活力劇場（如遇新聞聯播延時順延播出） | 中国大陆 廣東衛視 活力劇場（如遇新聞聯播延時順延播出） | 中国大陆 廣東衛視 活力劇場（如遇新聞聯播延時順延播出） |
| ------------------------------------------------------ | ------------------------------------------------------ | ------------------------------------------------------ |
|                                                        | 錦衣之下 （2021年1月18日－2021年2月10日）              |                                                        |
| 嚮往的生活 （2021年1月1日－2021年1月18日）             | 山海情 （2021年2月13日－2021年2月24日）                |                                                        |

| 香港 香港開電視 星期一至五 21:30 - 22:30 · 9月15日 21:45 - 22:45 | 香港 香港開電視 星期一至五 21:30 - 22:30 · 9月15日 21:45 - 22:45 | 香港 香港開電視 星期一至五 21:30 - 22:30 · 9月15日 21:45 - 22:45 |
| ---------------------------------------------------------------- | ---------------------------------------------------------------- | ---------------------------------------------------------------- |
|                                                                  | 錦衣之下 （2021年9月13日－2021年11月26日）                       |                                                                  |
| 大唐女法醫 （2021年7月8日－2021年9月10日）                       | 琉璃 （2021年11月29日－2022年2月17日）                           |                                                                  |

## 剧情简介
天赋异禀的六扇门女捕快袁今夏（譚松韻飾）因为一桩案件和性情狠辣的锦衣卫陆绎（任嘉倫飾）结下梁子，今夏本以为此生与他再无交集，奈何冤家路窄。朝廷十万两修河款不翼而飞，今夏奉命协助陆绎一起下扬州查案，替朝廷找回丢失的官银。本是道不同不相为谋，却因惊天密案联手。两人从势同水火到刮目相看再到情难自已，命运的齿轮从此旋转在一起。然而事与愿违，今夏竟是当年夏然案的遗孤，背负家族血仇的她与陆绎之间横生了无法跨越的鸿沟。最后，两个有情人历经苦难，为救百姓、抗倭寇、除奸佞，放下家族仇怨，联手对敌，冲破世俗枷锁，勇敢地走到了一起。

## 演员列表

### 主要演员
| 演员   | 國語配音 | 角色   | 介紹 | 粵語配音 |
| 任嘉伦 | 張杰     | 陆绎   | 字文渊，锦衣卫最高指揮使陸廷之子，從七品經歷，後升為正四品僉事。文武雙全。 身旁有一錦衣衛校尉，名叫岑福，對其忠心耿耿。 身為錦衣衛，表情嚴肅，行事作风冷酷，心狠手辣，因而被今夏称作陆阎王。虽平时看似冷冰冰的，实则相当护短。 因破修河款案而升为正四品佥事，乃皇上心腹大將。 喜欢袁今夏，多次不顧一切捨命相救。但因其父的關係，被牽扯進夏然案，而為了要給袁今夏一個交代，努力剷除嚴黨，後將自己送入詔獄，三年後，被放出來並官復原職。 | 李家傑   |
| 谭松韵 | 張喆     | 袁今夏 | 六扇门女捕快，孤儿，實為前首輔夏然孫女。性格活潑開朗，古靈精怪，很懂得察言觀色。 自幼便被袁陈氏收养，一直以來都以找到親生父母為目標。 杨程万之徒，擅长追踪之术，也喜好研究火器，時常拿把手銃攻擊敵人。 与谢霄为儿时玩伴，被其称为袁大虾。 爱财如命。 喜欢陆绎。在面臨生死關頭時，收到陸繹送的母親遺物，因此對他傾心。 | 楊婉潼   |
| 韩栋   | 赵毅     | 严世蕃 | 严嵩之子，人称小阁老，正三品工部左侍郎。性格变幻莫测，把弄朝廷。爱好收集古玩字画。有恋足癖，假借不同身份到处搜罗美女。 后期极其针对陆绎。 其一隻眼睛是當年被夏然案逃亡的林菱所傷，因此對她傾心不已，但因性格扭曲而决定监禁林菱。 | 张振熙   |
| 路宏   | 杨天翔   | 杨岳   | 六扇门捕快，杨程万之子，袁今夏师兄。 为人细致。做的一手好菜，從未用拿菜刀的手殺死一個人。喜欢上官曦，十分愛護她。視袁今夏為親妹妹，不捨得她受傷害。 | 劉達斌   |
| 叶青   | 邱秋     | 上官曦 | 乌安帮朱雀堂堂主，谢霄师姐。冰雪聰慧、沉著冷靜，武功高強。 因師弟謝霄曾經救過她，便從此傾心謝霄。三年前曾与谢霄有过婚约，无奈谢霄对她并无男女之情。后来被楊岳感动，而喜欢上他。 翟蘭葉的摯友，但因不滿她太過狠毒，因此與之斷交。但多次在有危難之時，被翟蘭葉所救。 | 陳子瑩   |
| 姚奕辰 | 凌振赫   | 谢霄   | 乌安帮少帮主，上官曦师弟。为人真誠、仗义，卻行事鲁莽，做事不经大脑，惹上不少麻烦。 与今夏为儿时玩伴，因幼时較為肥胖，被其稱作为谢圆圆。因對上官曦沒有任何愛慕之情，便在三年前于与师姐上官曦的大婚当晚选择逃婚。三年后回到扬州重新遇见袁今夏，并喜欢上她。 對陸繹命令今夏的態度十分不滿，常常與之鬥嘴，後期因合作關係，逐漸不視為敵人。                                                                                                 | 簡懷甄   |

### 其他演员
| 演员   | 國語配音 | 角色              | 介紹 | 粵語配音 |
| 黄由启 | 张博恒   | 岑福              | 锦衣卫校尉，從小被陸廷收養，後成為陆绎下属，對陸繹忠心耿耿。綽號名岑阿福。 七年前因對錦衣衛十分欣賞，便打從心裡想當錦衣衛。 前期因陸繹的關係，不喜歡今夏對他太過直率的態度，因此時常對她擺冷眼，但後來兩人合作無間，是陸繹的得力左右手。 |          |
| 习雪   | 王帅     | 林菱              | 药王谷弟子，丐叔师妹。医术高人，對解毒很有把握。 在未被袁今夏等人發現時，一直住在楓林拗隱居，避免被官家人發現。因夏然案的緣故，林家與夏家接近滅亡，得知是官家人的作為，便從此不再醫官家人，但仍為陸繹治病。 与严世蕃有灭门之仇。嚴世蕃的愛人。 今夏親生母亲的亲妹妹，即今夏小姨。 | 程文意   |
| 李亭哲 | 严明     | 丐叔 （陸大堅）   | 陆廷的堂叔，陆绎的堂爷爷，药王谷弟子，林菱师兄，擅长制毒，喜欢林菱。 人率性豁達，不拘小節，凡事只要牽扯到林菱，便會不顧一切。 因袁今夏救他的緣故，與袁今夏等人結為朋友。 | 张振熙   |
| 韩承羽 | 苏尚卿   | 蓝青玄            | 丹青阁弟子，小新的師傅。 洞察能力很好。 在龍膽村被村民仰賴，認識袁今夏與陸繹等人，常被袁今夏調侃藍騙子。 與陸繹結識後，成為好兄弟。陸繹使計請徐敬將他安排入宮，一起對付嚴世蕃。後被嚴世蕃陷害入刑部大牢，為了幫助陸繹擊敗嚴世蕃自刎而死。 |          |
| 刘威   | 陆建艺   | 陆廷              | 陆绎之父，锦衣卫正一品最高指挥使，深受皇上重用。 因為妻子的關係，與陸繹的感情不佳。 為人太過自負，不能忍受自己下跪央求夏然的舉動，因此聯合嚴世蕃對付夏然。但後期非常後悔。 後來因病而過世，臨死前將其精心佈局對嚴家的不利證據交予陸繹。 |          |
| 郭晓峰 | 商虹     | 杨程万            | 原名楊立，六扇门總捕頭，杨岳之父，袁今夏之师傅。追蹤術相當了得。 曾经担任过锦衣卫，是陆廷的得力下属。 夏然案發生後，便離開錦衣衛，擔任六扇門總捕頭。 與于大勇是同一師門之下的師兄弟。 |          |
| 李勤勤 | 祝敏     | 袁陈氏            | 袁今夏的养母，视今夏如己出，整天盼着她早日嫁人。 | 鄭家蕙   |
| 钱志   | 张遥函   | 谢百里            | 乌安帮帮主，江湖人稱謝單刀，谢霄之父。 身體狀況一向不佳。 与杨程万为旧识。 |          |
| 万潼   | 李诗萌   | 翟兰叶            | 扬州瘦马。实际上是为严世蕃效力的人，後來喜歡上嚴世蕃，但因為腳足過長原因，遲遲不能成為嚴世蕃的女人。 上官曦闺中密友。多次救援上官曦。 家父曾是江湖中人，从小学习飞针，后遭灭门。 之后成了春喜班的学徒，并喜欢上了师兄云遮月，但却遭利用，因爱生恨便杀了云遮月。 替嚴世蕃盜走修河款，並栽贓給周顯已，後又在獄中殺了周顯已。 後因嫉妒林菱被嚴世蕃所愛，屢次未聽從嚴世蕃之命令，嚴世蕃發現後將翟蘭葉送給毛海峰當禮物。 最後看清嚴世蕃的為人後，將毛海峰當成禮物送給陸繹等人，背叛了嚴世蕃。 | 王慧珠   |
| 丁勇岱 | 李立宏   | 嘉靖              | 明朝第12位皇帝明世宗，生性多疑，為人自負，欲求長生不老，一生崇尚道教，喜食丹藥。 | 黃志成   |
| 李诚儒 | 宣晓鸣   | 严嵩              | 严世蕃之父，正一品内阁首辅，朝中位高权重的权臣，後被揭發做的所有壞事，罷官回鄉。 | 劉達斌   |
| 张艺赢 | 徐佳琦   | 淳于敏            | 陆绎表妹（陸繹母親兄長之女），下有一弟。 一开始钟情男装的今夏，得知今夏为女人后心有不甘，處心積慮陷害袁今夏。被迫与严世蕃成亲，在严世蕃的逼迫下成为奸细潜伏在陆绎身边。後因護城而死，死前對袁今夏改觀。 |          |
| 梁靖晨 |          | 毛海峰            | 倭寇頭目，人稱毛大當家的。 喜歡翟蘭葉的美貌， 與严世蕃為合作關係。 |          |
| 黃子耀 |          | 董齊盛            | 董家水寨寨主。為人卑鄙無恥。 喜歡上官曦。 因翟蘭葉想替上官曦教訓他，而自作主張滅了整個董家水寨。之後帶著殘部投靠於毛海峰之下，成為二當家的。 |          |
| 徐海為 |          | 沙修竹            | 謝霄的好兄弟，在謝霄因逃婚而離家的三年中相互扶持，並一同劫富濟貧。 |          |
| 孙迪   |          | 韦应              | 正四品扬州知府，沒有擔當，翟蘭葉形容其蠢笨如牛。 | 张振熙   |
| 周惠林 | 張瑤函   | 于大勇            | 抗倭大將軍，正四品浙江總兵，專注於抗倭軍事，不善交際，雖戰功赫赫卻時常遭冒領戰功或彈劾。 |          |
| 常鲁江 |          | 周显已            | 正五品工部都水清吏郎中，负责修运河。為官清廉。 倾心翟兰葉，想贖走她身，卻因湊不出一萬銀兩，而偷走一萬銀兩的修河款，後又將其放回。但之後卻被翟兰叶栽贓為私吞十萬兩巨額修河款之人，后在狱中死于翟兰叶之手。 |          |
| 谭哲涵 | 沈良骏   | 小新              | 本名石新，龍膽村族长之子，父母死後拜藍青玄為師並跟隨隨藍青玄。 後被元明殺害。 |          |
| 易照博 |          | 元明              | 丹青阁蓝青玄的师父，奉命炼制长生不死丹药进贡给皇帝。醉心於煉丹，为了自己的長生不老藥，杀害丹青阁弟子数名。最后吃下自己炼成的‘长生不老丹’毒发身亡。 |          |
| 王曄   |          | 王麻子 （羅文龍） | 嚴世蕃安排在倭寇內部的人，私藏大量火器於杭州城，計畫裡應外合攻下杭州城，遭袁今夏等人識破，之後回到嚴世蕃身邊，後被袁今夏和謝霄交給了陸繹。 |          |
| 韓明熙 |          | 嚴風              | 嚴世蕃的得力手下，對嚴世蕃忠心耿耿。 |          |
| 劉芷含 |          | 曹靈兒            | 曹昆之女，和袁今夏是好朋友。 |          |
| 王崗   |          | 曹昆              | 竊走兵部沿海佈防圖，被陸繹打傷後，於供認犯行時遭到暗箭滅口。 |          |
| 楊平友 |          | 徐敬              | 從一品內閣次輔兼禮部尚書，於嚴黨倒臺後接替嚴嵩成為正一品內閣首輔。擅長於官場間遊走，但為人正直，與陸繹合作剷除嚴黨，雖於夏然案時未出面幫忙，但陸繹在詔獄時，受袁今夏之託冒死為陸繹求情，因而陸繹得以免死並官復原職。 |          |
| 高壽   |          | 許朗              | 正二品兵部尚書。 |          |
| 張新華 |          | 李芳              | 嘉靖皇帝身邊的正四品司禮監掌印太監，在宮中有許多眼線，和嘉靖主僕情深。 | 张振熙   |
| 張博楠 |          | 王芳興            | 皇親國戚觀烜將軍的參將，負責押運生辰綱，曾誤以為袁今夏和楊岳是賊人。 |          |
| 陳立唯 |          | 廖聞華            | 正二品工部尚書兼右副都御史，沒有擔當，認嚴嵩為義父，後因貪污軍餉被罷官，在歸鄉途中病死。 |          |
| 楊爍   |          | 顏紹瓊            | 從三品四鹽運司總理，因貪污入了詔獄，又被嚴世蕃使計救出來 。 |          |
| 邊原   |          | 霧隱花            | 春喜班班主，下藥毀了雲遮月的喉嚨，對於雲遮月的死一直抱持疑惑。 |          |
| 張頁石 |          | 族長              | 龍膽村族長，迷信災星之說，後被毛海峰炸死。 |          |
| 朱春晶 |          | 族長夫人          | 龍膽村族長夫人，後被毛海峰炸死。 |          |
| 陳萬兵 |          | 三瘦              | 元明大師弟子。曾在元明大師進貢給皇帝的丹藥中加入天南星粉末致皇帝中毒，因發現元明煉製長生不老丹的秘密險遭元明滅口。 |          |
| 張新   |          | 二胖              | 元明大師弟子，因發現元明煉製長生不老丹的秘密而遭滅口。 |          |
| 侯建楠 |          | 淳于啟            | 淳于敏之弟，設局殺害司馬長安的管家，其父為使他免於背上殺人罪名而堅持將淳于敏許配給司馬長安，後遭嚴世蕃滅口。 |          |
| 王堯   |          | 淳于家之父        | 淳于敏、淳于啟之父，為使淳于啟免於背上殺人罪名堅持將淳于敏許配給司馬長安，後遭嚴世蕃滅口。 |          |
| 賈淑夷 |          | 淳于家之母        | 淳于敏、淳于啟之母，為使淳于啟免於背上殺人罪名堅持將淳于敏許配給司馬長安，後遭嚴世蕃滅口。 |          |
| 李溪桐 |          | 鴛鴦              | 淳于敏侍女，後遭嚴世蕃滅口。 | 程文意   |
| 王璐   |          | 吳守緒            | 正三品浙直總督，為官雖不甚清廉，但也盡責抗倭。 |          |
| 趙天陽 |          | 祁衛綱            | 將軍。和于大勇一同抗倭，為製造改造兵器和火器的專家，於杭州城即將被攻下之際率500精兵趕回支援。 |          |
| 奚美麗 |          | 祁夫人            | 祁衛綱之妻，會說東瀛話，率領杭州百姓奮勇抗倭。 |          |
| 於誠群 |          | 許為              | 字之涵，深受吳守緒敬重的謀士。 |          |
| 盧待熹 |          | 祥子              | 年僅14歲，卻為於大勇和祁衛綱信任的小兵，喜歡火器，希望能使用它們抗倭。 |          |
| 劉國際 |          | 老聶              | 於杭州城負責把守軍械庫，與今夏和祁夫人一同奮勇抗倭。 |          |
| 陽光   |          | 夏然              | 前正一品內閣首輔，袁今夏爺爺。遭嚴家勢力誣陷致使夏家被滿門抄斬，後明穆宗為其昭雪。 |          |
| 魏哲   |          | 林荷              | 夏長青之妻，袁今夏生母，林菱姐姐。原與楊程萬兩情相悅，卻仍被許配給夏然之子夏長青，夏然案時受牽連被殺，臨死前將袁今夏託付給楊程萬，楊程萬為救林荷但失敗而入詔獄，致使袁今夏成了孤兒。 |          |

## 电视原声带

### 中国大陆
| 曲序 | 曲目           |                | 作曲   | 演唱         | 备注                                            |
| ---- | -------------- | -------------- | ------ | ------------ | ----------------------------------------------- |
| 1.   | 愿（主题曲）   | 田丁           | 崔博   | 周深         | 主题曲《愿》是CCTV-8评定的2020年度十大OST之一。 |
| 2.   | 心墙（片尾曲） | 周晓宜、吴若妍 | 朱芸编 | 任嘉伦       |                                                 |
| 3.   | 今夏（插曲）   | 瀟彬           | 王梓赫 | 谭松韵       |                                                 |
| 4.   | 嘆（插曲）     | 林喬、劉恩汛   | 王梓赫 | 叶青、趙天宇 |                                                 |

### 香港
| 曲序 | 曲目               |        | 作曲   | 编曲           | 演唱   |
| ---- | ------------------ | ------ | ------ | -------------- | ------ |
| 1.   | 平衡關係（主題曲） | 黃浩琳 | 黃浩琳 | 馮慶聰、黃浩琳 | 黃浩琳 |

## 奖项与荣誉
| 年份 | 颁奖机构         | 奖项             | 结果 |
| ---- | ---------------- | ---------------- | ---- |
| 2020 | 新浪文娱风云盛典 | 十大影视剧领跑者 | 獲獎 |